# BASED ON A TRUE STORY
『BASED ON A TRUE STORY』（ベースド・オン・ア・トゥルー・ストーリー）は、ZEEBRAの2枚目のアルバム。

## 概要
- 前作から2年ぶりのアルバム。タイトルを直訳すると「事実に基づいた話」であり、ノンフィクションの楽曲も収録されている。
- 約25万枚の好セールスを記録した。
- 不良性を前面に出した、アウトローな作風になっている。
- 前作『THE RHYME ANIMAL』がベーシックで教科書のような作品であったとし、今作ではちょっと面白いことがしたかったと語っている[1]。

## 収録曲
1. INTRO
作詞・作曲：ZEEBRA
2. HIP HOP解放戦線 featuring UZI
作詞：ZEEBRA/UZI、作曲：INOVADER
URBARIAN GYMのUZIが参加。
3. CHILDREN'S STORY
作詞・作曲：ZEEBRA
ベストアルバム『The Anthology』にも収録された。
4. 男の条件 featuring MACCHO, Q, BOY-KEN
作詞：MACCHO/Q/ZEEBRA/BOY-KEN、作曲：DJ OASIS
OZROSAURUSのMACCHO、ラッパ我リヤのQ、BOY-KENが参加。
5. BEAT BOXING featuring KM-MARKIT
作詞：KM-MARKIT、作曲：ZEEBRA
URBARIAN GYMのKM-MARKITが参加。ヒューマンビートボックスをZEEBRAが担当している。
6. MR.DYNAMITE
作詞・作曲：ZEEBRA
5枚目のシングル。表記はないが、アルバムバージョンである。
7. プラチナム・デート featuring DOUBLE
作詞：ZEEBRA/TAKAKO、作曲：DJ KEN-BO/今井了介/Burt Bacharach
DOUBLEが参加。ベストアルバム『The Anthology』にも収録された。
8. 城南ハスラー
作詞：ZEEBRA、作曲：INOVADER
ベストアルバム『The Anthology』にも収録された。
9. 結婚の理想と現実
作詞・作曲：ZEEBRA
アウトロにK DUB SHINEが参加している。ベストアルバム『The Anthology』にも収録された。
2022年、T-STONEが発売したアルバム『Type 1 Diabetes』に、当楽曲をサンプリングした「Don Da Da ft. Zeebra」が収録された[2]。
10. BETWEEN THE BEATS
作詞：ZEEBRA、作曲：INOVADER
11. 罠 featuring OJ&ST
作詞：ZEEBRA/OJ/ST、作曲：ZEEBRA
12. ANGELS
作詞：ZEEBRA、作曲：INOVADER
13. THE UNTOUCHABLE III featuring MURO
作詞：ZEEBRA/MURO、作曲：ZEEBRA
MUROが参加。
14. OUTRO
作詞・作曲：ZEEBRA